# Nguyễn Hữu Trí (đại tá)
Nguyễn Hữu Trí (1926-1993) là một Đại tá Quân đội nhân dân Việt Nam, Anh hùng Lực lượng vũ trang nhân dân thứ hai của lực lượng Tình báo Quốc phòng, nguyên quyền trưởng phòng Tình báo chiến lược miền (J22), Đoàn trưởng Đoàn tình báo 22 thuộc Bộ tham mưu miền, nguyên Phó chỉ huy trưởng Bộ Chỉ huy quân sự Thành phố Hồ Chí Minh.

## Tiểu sử
Nguyễn Hữu Trí tên khai sinh là Nguyễn Văn Bốn, sinh ngày 28 tháng 12 năm 1926 tại xã Vĩnh Lợi - huyện Gò Công - tỉnh Mỹ Tho (nay là tỉnh Tiền Giang). Ông là người con thứ ba trong gia đình nên thường được gọi là Tư Bốn.

## Quá trình công tác
Nguyễn Hữu Trí tham gia Cách mạng tháng Tám năm 1945, gia nhập Cộng hòa vệ binh tháng 10 năm 1945, được ít lâu thì chuyển sang công tác trinh sát, lần lượt làm trinh sát viên ở Khu 7, tổ trưởng trinh sát thuộc Phòng tham mưu Khu 8, trung đội trưởng trinh sát thuộc Phòng tham mưu Khu 9. Năm 1949 ông được giao nhiệm vụ tổ chức mua thuốc tây, hóa chất, thuốc nổ, điện đài... ở vùng tạm chiếm vận chuyển ra vùng căn cứ Khu 9. Ông đã xây dựng được nhiều cơ sở vững chắc ở Sài Gòn và trực tiếp đưa thư từ, tài liệu vận động cách mạng tới một số vị nhân sĩ, trí thức, được tặng thưởng huân chương Chiến công hạng ba. Tháng 6 năm 1951 ông được kết nạp vào Đảng Lao động Việt Nam. Năm 1953 ông được rút về làm Trưởng ban Hành chính - Quản trị của Bộ tư lệnh phân liên khu miền Tây Nam Bộ. 
Cuối năm 1954 ông tập kết ra miền Bắc, làm Trưởng ban Hành chính của Trung đoàn 78, sau đó được cử đi học Trường Sĩ quan Lục quân. Tháng 12 năm 1959 ông tốt nghiệp, được phong quân hàm trung úy và được điều về Cục Tình báo. Trong hai năm 1960-1961 ông được huấn luyện tương đối bài bản về chính trị và nghiệp vụ tình báo.
Tháng 1 năm 1963 ông được phái theo đường biển vào miền Nam làm tổ trưởng điệp báo, có nhiệm vụ tạo lập bình phong, chỗ đứng chân, từng bước hợp pháp hóa tại địa bàn Sài Gòn. Từ năm 1963 đến 1970, lưới tình báo do ông xây dựng đã hoạt động có hiệu quả, thu hút được nhiều tin tức có giá trị về quân sự, chính trị của chính quyền Sài Gòn. Cuối tháng 4 năm 1970, ông được rút ra vùng giải phóng để bảo đảm an toàn. Ngày 20 tháng 9 năm 1971 ông được Chính phủ cách mạng lâm thời cộng hòa miền Nam Việt Nam phong tặng danh hiệu Anh hùng Lực lượng vũ trang nhân dân. Tháng 2 năm 1971 ông được bổ nhiệm Phó phòng Tình báo chiến lược miền (J22).
Đầu năm 1973 ông được cử phụ trách Ban Tình báo ngoại giao, tham gia Đoàn đại biểu quân sự của Chính phủ cách mạng lâm thời Cộng hòa miền Nam Việt Nam trong Ủy ban quân sự 4 bên, vào làm việc tại trại Davis ở Sài Gòn. Giữa năm 1973, sau khi hoàn thành nhiệm vụ, ông lại trở về vùng giải phóng, làm phó phòng rồi từ tháng 4-1974 làm quyền trưởng phòng Tình báo chiến lược miền.
Tháng 12 năm 1974, khi Phòng Tình báo chiến lược miền chuyển thành Đoàn tình báo 22 thuộc Bộ tham mưu miền, Nguyễn Hữu Trí được bổ nhiệm quyền đoàn trưởng. Trên những cương vị ấy, ông đã lãnh đạo, chỉ huy lực lượng tình báo chiến lược miền hoàn thành tốt nhiệm vụ nắm địch, phục vụ chỉ đạo chiến lược, chiến dịch và điều tra mục tiêu, chuẩn bị cho bộ đội tác chiến trong những năm tháng cuối cùng của cuộc kháng chiến chống Mỹ, cứu nước.

## Sau năm 1975
Khi đất nước thống nhất, Nguyễn Hữu Trí tiếp tục hoạt động trong ngành Tình báo Quân sự. Ông từng giữ chức Phó chỉ huy trưởng Bộ Chỉ huy quân sự Thành phố Hồ Chí Minh. Năm 1986, ông nghỉ hưu. Năm 1993, ông mất tại Thành phố Hồ Chí Minh, thọ 67 tuổi.

## Khen thưởng và vinh danh
Nguyễn Hữu Trí được Đảng Cộng sản Việt Nam và nhà nước CHXHCN Việt Nam trao tặng nhiều danh hiệu:
- Danh hiệu Anh hùng lực lượng vũ trang nhân dân (20 tháng 09 năm 1971).
- 2 Huân chương Chiến công giải phóng hạng Nhì.
- 2 Huân chương Chiến công giải phóng hạng Ba.
- Huy chương Quân kỳ quyết thắng.
- Huân chương Chiến sĩ vẻ vang hạng Nhất, Nhì, Ba.

Tại Tiền Giang có một ngôi trường tiểu học ở huyện Gò Công Tây và một con đường tại thành phố Mỹ Tho mang tên ông. Tên của ông cũng được đặt cho một con đường tại huyện Bình Chánh, thành phố Hồ Chí Minh.